# Монарх-голоок
Монарх-голоок (Arses) — рід горобцеподібних птахів родини монархових (Monarchidae). Представники цього роду мешкають в Австралії, на Новій Гвінеї та на сусідніх островах.

## Види
Виділяють чотири види:
- Монарх-голоок північний (Arses insularis)
- Монарх-голоок південний (Arses telescopthalmus)
- Монарх-голоок білошиїй (Arses lorealis)
- Монарх-голоок квінслендський (Arses kaupi)

## Етимологія
Рід отримав наукову назву Arses на честь перського царя Артаксеркса IV або Арсеса.